# 집 없는 아이

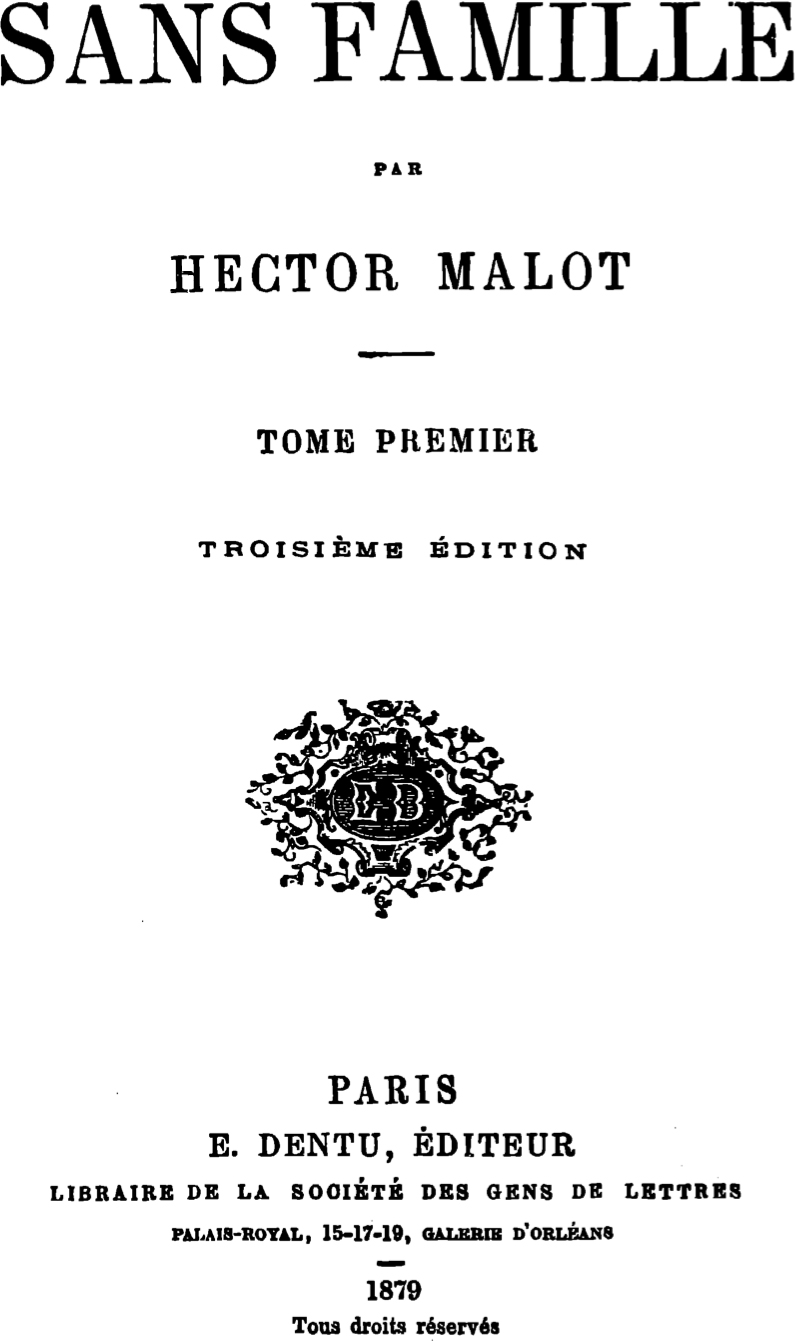
《집 없는 아이》의 표지

《집 없는 아이》(프랑스어: Sans Famille)는 엑토르 말로가 1878년에 발표한 소설이다. 2권으로 구성되어 있다.

## 줄거리
프랑스 파리에서 목공으로 일하고 있던 제롬 바르브랭(Jérôme Barberin)은 사고를 당한 뒤에 소년 레미(Rémi)를 떠돌이 악사였던 비탈리스(Vitalis)에게 맡겨둔다. 레미는 비탈리스와 함께 프랑스 각지를 전전하면서 공연을 펼쳤다. 실제 집없는 아이에 실린 그림을 보면, 모자와 옷을 입은 강아지, 원숭이와 아코디언을 손에 든 비탈리스 할아버지, 레미가 공연을 다니는 그림이다.
비탈리스가 죽은 뒤에 레미는 객지를 전전하다 탄광에서 일하던 도중에 사고를 당했지만, 가까스로 살아남았다. 양모의 집으로 돌아온 레미는 경찰서에서 생모의 소재지를 찾던 도중에 놀라운 사실을 알게 된다. 경찰관은 레미를 찾으려 한 생모가 사실은 레미의 납치범이며, 레미의 진짜 생모는 유람선 "백조" 호를 타고 있던 밀리건 부인이라는 사실을 밝혀냈다. 레미는 자신의 진짜 생모와 재회하면서 행복하게 살게 된다.

## 사진

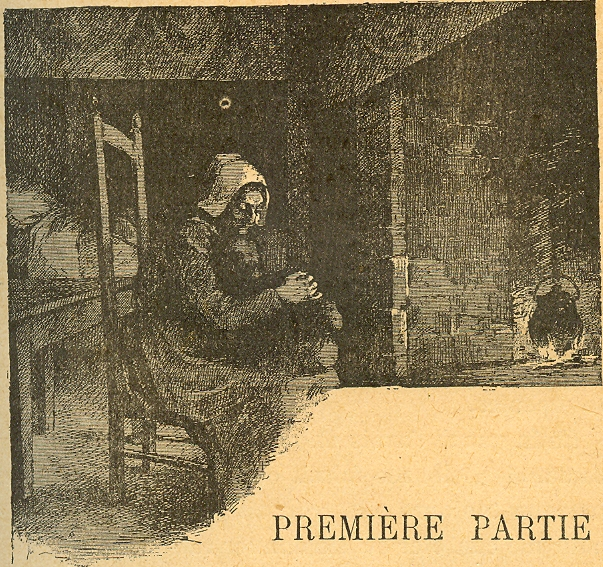
《집 없는 아이》 1권